# Betriebsbedingte Kündigung
In Deutschland liegt eine betriebsbedingte Kündigung vor, wenn ein Arbeitgeber ein Arbeitsverhältnis deshalb kündigt, weil er den Arbeitnehmer wegen betrieblicher Erfordernisse in dem Betrieb nicht weiterbeschäftigen kann. Die Ursache des Kündigungsgrundes liegt damit im Bereich des Arbeitgebers. Dieser kann oder will seinen Betrieb nicht mehr mit der bisherigen Personalstärke fortführen. Er trifft eine unternehmerische Entscheidung, die zu einem Wegfall von Arbeitsplätzen führt.
Im Geltungsbereich des Kündigungsschutzgesetzes (KSchG) darf in Deutschland das Arbeitsverhältnis nach § 1 KSchG aus betriebsbedingten Gründen nur gekündigt werden, wenn der Beschäftigungsbedarf für einen oder mehrere Arbeitnehmer in dem bisher wahrgenommenen Aufgabenbereich auf Dauer entfällt und der Arbeitnehmer nicht auf einem anderen freien Arbeitsplatz weiterbeschäftigt werden kann. Sind mehrere vergleichbare Arbeitnehmer betroffen, muss der Arbeitgeber die Arbeitnehmer, denen er kündigen möchte, zudem nach bestimmten sozialen Kriterien auswählen (Sozialauswahl). Er muss dabei die Dauer der Betriebszugehörigkeit, das Lebensalter, eventuelle Unterhaltspflichten und eine eventuelle Schwerbehinderung des Arbeitnehmers ausreichend berücksichtigen. Auf Verlangen des Arbeitnehmers hat der Arbeitgeber dem Arbeitnehmer die Gründe anzugeben, die zu der getroffenen sozialen Auswahl geführt haben.
Nach der Rechtsprechung des Bundesarbeitsgerichts wird die Rechtmäßigkeit einer betriebsbedingten Kündigung an einer dreistufigen Prüfung gemessen:
1. das Vorliegen einer unternehmerischen Entscheidung, die zum Wegfall eines oder mehrerer Arbeitsplätze führt,
2. Gründe, die einer Weiterbeschäftigung des Arbeitnehmers in diesem Betrieb entgegenstehen, sog. fehlende anderweitige Beschäftigungsmöglichkeit,
3. ordnungsgemäße Durchführung der Sozialauswahl.

## Unternehmerische Entscheidung
Bei der unternehmerischen Entscheidung handelt sich um den Willensakt des Unternehmers, also dessen Organisationsentscheidung, die der Kündigung vorausgeht und zum Wegfall eines oder mehrerer Arbeitsplätze führt. Die unternehmerische Entscheidung des Arbeitgebers kann sowohl auf inner- wie als auch auf außerbetrieblichen Ursachen beruhen.

### Innerbetriebliche Gründe
Innerbetriebliche Gründe liegen vor, wenn sich der Arbeitgeber aufgrund einer durch wirtschaftliche oder technische Entwicklungen oder fiskalische Überlegungen veranlassten unternehmerischen Entscheidung zu einer organisatorischen Maßnahme entschließt, bei deren betrieblicher Umsetzung das Bedürfnis für die Weiterbeschäftigung eines oder mehrerer Arbeitnehmer entfällt.
Die außerbetrieblichen Umstände sind in diesem Fall nur Motiv für die unternehmerische Entscheidung des Arbeitgebers. Hierzu gehören zum Beispiel Rationalisierungsmaßnahmen wie die Zusammenlegung von Abteilungen, die Erhöhung der Arbeitsdichte, die Neubestimmung des Anforderungsprofils für einen eingerichteten Arbeitsplatz, die Übertragung der Arbeitsaufgaben von Arbeitnehmern auf freie Dienstnehmer, die Umstellung, Einschränkung oder Verlagerung der Produktion.

### Außerbetriebliche Gründe
Unter außerbetrieblichen Ursachen sind von der Betriebsgestaltung und Betriebsführung unabhängige Umstände zu verstehen, die einen konkreten Bezug zum Betrieb aufweisen und sich auf die Arbeitsverhältnisse auswirken, wie zum Beispiel Auftrags- oder Umsatzrückgang, Rohstoff- oder Energiemangel, Streichung von Drittmitteln, Stellenstreichungen im Haushalt. Zwar hält das Bundesarbeitsgericht an der Differenzierung zwischen außer- und innerbetrieblichem Umständen fest, in der arbeitsgerichtlichen Praxis sind solche Fälle jedoch kaum anzutreffen. Dies ist dem Umstand geschuldet, dass die außerbetrieblichen Faktoren meist nur als Motivation für die unternehmerische Entscheidung dargelegt werden und innerbetriebliche Umstände sozusagen nach sich ziehen. Denn wie bei den innerbetrieblichen Gründen bedarf es bei außerbetrieblichen Faktoren stets einer umsetzenden Unternehmerentscheidung, mit der der Arbeitgeber die Beschäftigungslage an die Auftragslage anpasst („Anpassungsentscheidung“). Beschäftigungsmöglichkeiten entfallen nicht schon ohne Weiteres durch außerbetriebliche Gründe.

## Keine Weiterbeschäftigungsmöglichkeit
Die betriebsbedingte Kündigung ist sozial ungerechtfertigt und damit unwirksam, wenn der betroffene Arbeitnehmer auf einem anderen, freien Arbeitsplatz in demselben Betrieb weiterbeschäftigt werden kann. Die Weiterbeschäftigungspflicht auf freien Arbeitsplätzen ist nicht nur, wie etwa die Sozialauswahl, betriebsbezogen, sondern erstreckt sich auf das gesamte Unternehmen. Eine konzernweite Weiterbeschäftigungspflicht besteht allerdings nur, wenn sich ein anderes Konzernunternehmen ausdrücklich zur Übernahme des Arbeitnehmers bereiterklärt hat oder sich die Übernahmeverpflichtung unmittelbar aus dem Arbeitsvertrag ergibt. Frei sind die zum Zeitpunkt der Kündigung unbesetzten Arbeitsplätze. Kann der Arbeitgeber bei Ausspruch der Kündigung mit ausreichender Sicherheit vorhersehen, dass ein anderer besetzter Arbeitsplatz bis zum Ablauf der Kündigungsfrist zur Verfügung stehen wird, ist dieser andere Arbeitsplatz ebenfalls als frei anzusehen.
Eine Weiterbeschäftigung hat auch dann vorrangig zu erfolgen, wenn sie erst nach einer Einarbeitung des Arbeitnehmers auf einer freien Stelle, gegebenenfalls nach einer dem Arbeitnehmer anzubietenden zumutbaren Umschulungs- oder Fortbildungsmaßnahme möglich ist.

## Sozialauswahl
Die Sozialauswahl ist ein Begriff aus dem deutschen Arbeitsrecht. Nach § 1 Abs. 3 KSchG ist eine Kündigung auch dann sozialwidrig und damit unwirksam, wenn zwar dringende betriebliche Gründe für eine Kündigung vorliegen, der Arbeitgeber aber bei der Auswahl der zu entlassenden Arbeitnehmer soziale Gesichtspunkte nicht oder nicht ausreichend berücksichtigt hat. Die Notwendigkeit, eine Sozialauswahl vorzunehmen, setzt also in der Regel die Anwendbarkeit des Kündigungsschutzgesetzes voraus und ist nur bei betriebsbedingten Kündigungen erforderlich.
Die soziale Auswahl muss sich auf den gesamten Betrieb erstrecken, also nicht nur auf die Abteilung, in der der Arbeitsplatz weggefallen ist. Ihre Prüfung erfolgt im Rahmen folgender Schritte: Bestimmung der vergleichbaren Arbeitnehmer, Auswahlentscheidung, Herausnahme einzelner Mitarbeiter.

### Bestimmung des Kreises der vergleichbaren Arbeitnehmer
Einzubeziehen sind alle gegenseitig austauschbaren Arbeitnehmer der gleichen betrieblichen Hierarchieebene (sog. „horizontale Vergleichbarkeit“), also alle, die nach arbeitsplatzbezogenen Merkmalen und nach den individuellen vertraglichen Regelungen im Rahmen des Direktionsrechts versetzt werden könnten. Zu prüfen ist dabei, ob der Arbeitnehmer, dessen Arbeitsplatz weggefallen ist, vom Arbeitgeber einseitig auf einen anderen Arbeitsplatz versetzt werden könnte, um (ggfs. nach kurzer Einarbeitungszeit) die Funktion des dort beschäftigten Arbeitnehmers auszufüllen. Von besonderer Bedeutung ist hierbei die Reichweite arbeitsvertraglicher Versetzungsvorbehalte; je weiter diese gefasst sind, umso umfassender ist ggf. der Kreis der in die Sozialauswahl einzubeziehenden Arbeitnehmer. Diese Wechselwirkung ist Arbeitgebern bei der Arbeitsvertragsgestaltung häufig nicht bewusst.

### Auswahlentscheidung
Nach den im Gesetz abschließend aufgezählten Gesichtspunkten ist dann unter den vergleichbaren Arbeitnehmern derjenige zu ermitteln, den eine Kündigung am wenigsten hart treffen würde. Diesem „sozial stärksten“ Arbeitnehmer ist dann zu kündigen. Seit 1. Januar 2004 sind dabei ausschließlich folgende Kriterien (sog. Sozialkriterien) zu berücksichtigen:
1. Dauer der Betriebszugehörigkeit
2. Lebensalter
3. Unterhaltspflichten
4. Schwerbehinderung

In Betrieben, in denen ein Betriebsrat gewählt ist und die Betriebsparteien sog. Auswahlrichtlinien (vgl. § 95 des Betriebsverfassungsgesetzes) vereinbart haben, sind dabei die Regelungen solcher Richtlinien zu berücksichtigen. In diesem Fall kann im Kündigungsschutzprozess die Sozialauswahl nur noch auf „grobe Fehlerhaftigkeit“ überprüft werden. Grob fehlerhaft ist die soziale Auswahl erst dann, wenn die gesetzlichen Auswahlkriterien überhaupt nicht zu Grunde gelegt wurden oder die einzelnen Gesichtspunkte in einem auffälligen Missverhältnis zueinander gewichtet wurden.

### Herausnahme einzelner Arbeitnehmer aus der Sozialauswahl
Es besteht die Möglichkeit, einzelne Arbeitnehmer aus der Sozialauswahl herauszunehmen. So kann der Arbeitgeber bei der Auswahl Arbeitnehmer herausnehmen, deren Weiterbeschäftigung „im berechtigten betrieblichen Interesse“ liegt (sog. Leistungsträgerklausel, § 1 Abs. 3 Satz 2 KSchG). Zur Begründung eines solchen Interesses kann sich der Arbeitgeber jedoch nicht allein darauf berufen, dass der Arbeitnehmer im Vergleich zu einem anderen beispielsweise weniger krankheitsanfällig sei.
Ein berechtigtes betriebliches Interesse kann aber nach der neuen Formulierung des Gesetzes die „Erhaltung der Personalstruktur des Betriebes“ darstellen. Falls die Arbeitsgerichte diese Vorschrift weit auslegen, entwertet dies die sozialen Besitzstände vieler (vor allem älterer) Arbeitnehmer, die sie durch ihr Lebensalter und ihre langjährige Betriebszugehörigkeit erworben haben. Dann darf der Arbeitgeber neue jüngere Mitarbeiter behalten und älteren langjährigen kündigen. Die Reichweite dieser seit 1. Januar 2004 geltenden Neuregelung, die bereits unter der Regierung Kohl in fast identischer Form vorübergehend eingeführt worden war, ist bislang von der Rechtsprechung noch nicht ausreichend geklärt.
Eine ähnliche Wirkung hat auch die wiedereingeführte Möglichkeit eines „Interessenausgleichs mit Namensliste“. Hierbei einigen sich Arbeitgeber und Betriebsrat auf die zu kündigenden Mitarbeiter. Die Prüfung der Sozialauswahl ist auch in diesen Fällen, ähnlich wie bei der Auswahlrichtlinie, auf „grobe Fehlerhaftigkeit“ beschränkt und die Anforderungen an die Darlegungs- und Beweislast verschlechtern sich zu Lasten des Arbeitnehmers.

### Kündigungsschutz in Kleinbetrieben und bei Arbeitnehmerüberlassung (Zeitarbeitsunternehmen)
Besonderheiten ergeben sich bei Kleinbetrieben und bei Zeitarbeitsunternehmen.

#### Kleinbetriebe
Zwar gilt das Kündigungsschutzgesetz nur in Betrieben mit mehr als 10 Mitarbeitern (für Arbeitnehmer, deren Arbeitsverhältnis bereits vor dem 31. Dezember 2003 begonnen hat, gilt eine Mitarbeiteranzahl von mehr als fünf Mitarbeitern). Aus diesem Grund ist auch erst nach Überschreiten dieser Grenzen eine Sozialauswahl der oben beschriebenen Art vorzunehmen. In einigen Ausnahmefällen hat das Bundesarbeitsgericht aber eine „Sozialauswahl in Kleinbetrieben“ bejaht. Diese Entscheidungen betrafen jedoch lediglich Fallgestaltungen, in denen die gegenseitigen sozialen Belange und das Mindestmaß an sozialer Rücksichtnahme in eklatanter Weise verletzt wurden. Eine grundsätzliche Pflicht eine Sozialauswahl im Kleinbetrieb durchzuführen besteht auch nach dieser Rechtsprechung nicht.

#### Arbeitnehmerüberlassung (Zeitarbeitsunternehmen)
Die Grundsätze der Sozialauswahl gelten auch für die Kündigung von Arbeitnehmern in Unternehmen, die Arbeitnehmer an andere Unternehmen verleihen. Die Sozialauswahl ist betriebsbezogen durchzuführen. Bei Arbeitnehmerüberlassung ist der Betrieb derjenige des Verleihers. Die im Einsatz befindlichen Leiharbeitnehmer bleiben auch während der Zeit ihrer Arbeitsleistung beim Entleiher Angehörige des Betriebs des Verleihers. Der Verleiher muss ggf. einen Arbeitnehmer gegen einen der übrigen überlassenen, sozial weniger schutzwürdigen Arbeitnehmer austauschen. Er kann sich in der Regel nicht darauf berufen, keine Sozialauswahl vornehmen zu müssen, weil sich der Entleiher eine Letztentscheidung vorbehält, welcher Arbeitnehmer bei ihm eingesetzt werden soll. Das verleihende Unternehmen muss ggf. die Sozialauswahl vornehmen, bevor es bei der Neubesetzung von Stellen die Profile seiner Arbeitnehmer an andere Unternehmen übersendet. Es muss in diesem Fall den Entleihern die Profile der sozial schutzwürdigeren Kandidaten übersenden.